# Жайлауколь (Жамбылская область)
Жайлауколь (каз. Жайлаукөл) — село в Сарысуском районе Жамбылской области Казахстана. Входит в состав Камкалинского сельского округа. Код КАТО — 316039200.

## Население
В 1999 году население села составляло 902 человека (476 мужчин и 426 женщин). По данным переписи 2009 года, в селе проживали 464 человека (242 мужчины и 222 женщины).